# Yann Queffelec

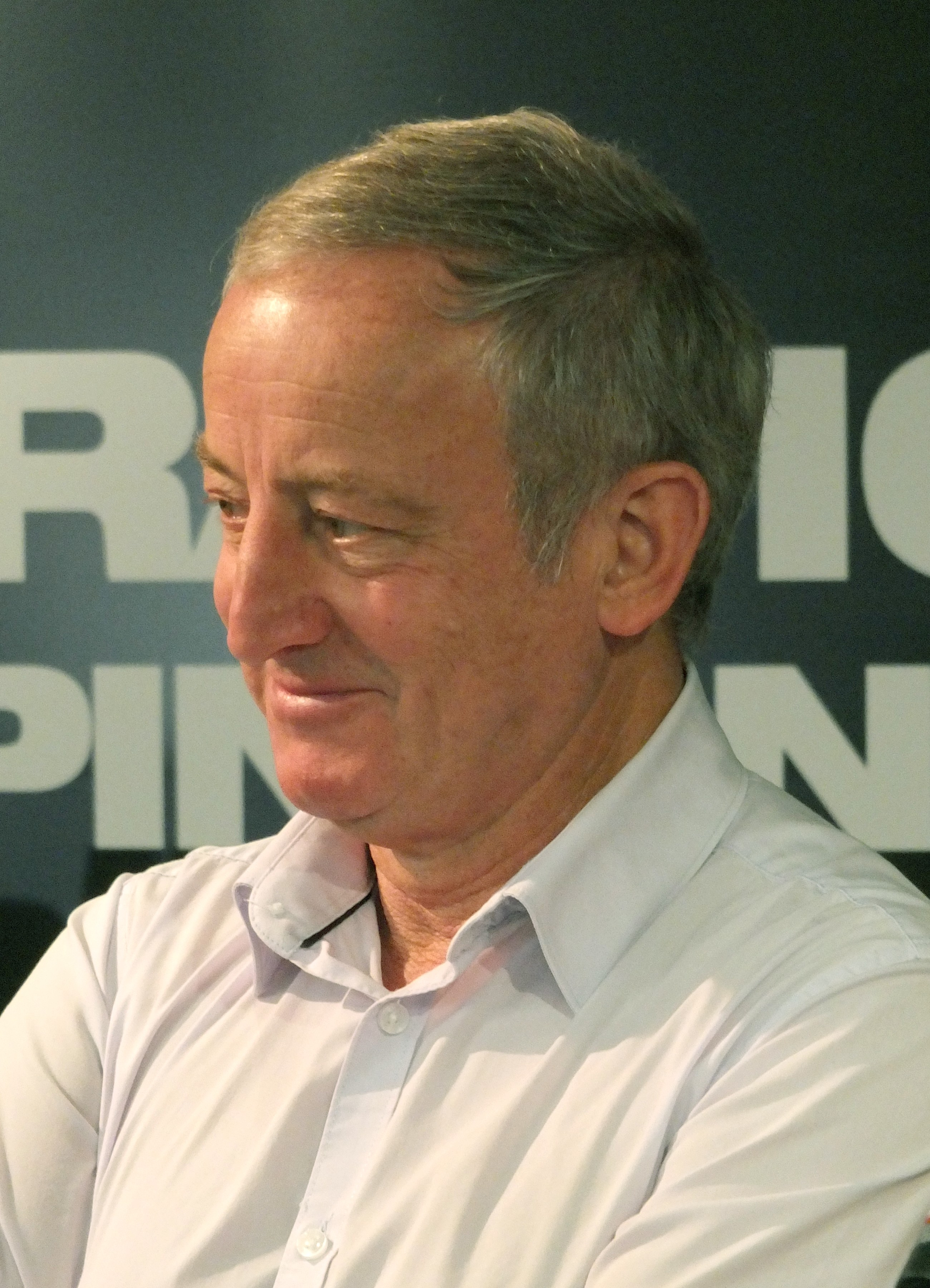
Yann Queféllec en 2013

Yann Queffélec es el apodo de Jean-Marie Queffélec, escritor francés nacido en París el 4 de septiembre de 1949. Ganó el premio Goncourt en 1985 con la novela Les noces barbares (Las bodas bárbaras).

## Biografía
Yann Queffélec es hijo del escritor bretón Henri Queffélec y hermano de la pianista Anne Queffélec y del matemático Hervé Queffélec. Estuvo casado con la pianista Brigitte Engerer, con quien tuvo una hija en 1985, Léonore.
Reside en París, aunque mantiene fuertes lazos con Bretaña, especialmente con Aber-lidut, una de las tres rías de Léon, en Finisterre.
Amante del mar y de Bretaña, empezó haciendo prácticas y se convirtió en monitor de la escuela de vela Jeunesse et Marine, que organiza cursos para jóvenes entre 7 y 17 años.
Su carrera de escritor se inicia realmente cuando publica a los 32 años una biografía de Béla Bartók, y cuatro años más tarde gana el premio Goncourt con Les Noces barbares. Es autor de numerosas novelas y un poemario. Sus personajes suelen estar aquejados de mal de amor. Escribe también letras de canciones, entre ellas “Né pour vivre” y" La ville ainsi soit-il", así como las canciones del álbum con este nombre de Pierre Bachelet.

## Obra
- Béla Bartók (1981)
- Le Charme noir (1983)
- Les Noces barbares (1985). Premio Goncourt. En castellano: Las bodas bárbaras, Círculo de Lectores, 1986, 1987. En inglés: The wedding. En 1987, se hizo una película franco-belga basada en el libro y dirigida por Marion Hänsel.
- La Femme sous l'horizon (1988). En castellano, La mujer en el horizonte, Versal, 1988.
- Le Maître des chimères (1990). En castellano, El señor de las quimeras, Versal, 1991.
- Prends garde au loup (1992)
- Noir animal ou La Menace (1993)
- Disparue dans la nuit (1994)
- Le soleil se lève à l'ouest (1994)
- La Boîte à joujoux (1994), leído por Sophie Marceau para acompañar La Boîte à joujoux de Claude Debussy, bajo la dirección de Kent Nagano
- Et la Force d'aimer (1996)
- Happy birthday Sara (1998)
- Osmose (2000). En castellano, Ósmosis, Bronce, 2002.
- Boris après l'amour (2002) (premio Breizh 2003)
- Vert cruel (2003)
- Le soleil se lève a l’ouest’' (2003), coescrito con Philip Plisson y Eliane Georges
- La Dégustation (2003)
- Moi et toi (2004)
- Les Affamés (2004)
- Ma première femme (2005). En castellano, La primera mujer, Malabar, 2006
- L'Amante (2006)
- Mineure (2006)
- Le plus heureux des hommes (Fayard, 2007)
- L'Amour est fou (2007)
- Passions criminelles (2008), coescrito con Mireille Dumas
- Barbaque (2008)
- Tabarly (2008)
- Adieu Bugaled Breizh (2009)
- La Puissance des corps (2009)
- Le Piano de ma mère (2009)
- Les sables du Jubaland (2010)
- Beau parleur (2012)
- Dictionnaire amoureux de la Bretagne (2013)
- La traversée du Petit Poucet (2013)
- Chaque jour est une fin